# Pezou
Pezou és un municipi francès, situat al departament del Loir i Cher i a la regió de Centre – Vall del Loira. L'any 2007 tenia 1.100 habitants.

## Demografia

### Població
El 2007 la població de fet de Pezou era de 1.100 persones. Hi havia 451 famílies, de les quals 123 eren unipersonals (36 homes vivint sols i 87 dones vivint soles), 154 parelles sense fills, 150 parelles amb fills i 24 famílies monoparentals amb fills.
La població ha evolucionat segons el següent gràfic:
Habitants censats

### Habitatges
El 2007 hi havia 573 habitatges, 453 eren l'habitatge principal de la família, 81 eren segones residències i 40 estaven desocupats. 552 eren cases i 19 eren apartaments. Dels 453 habitatges principals, 373 estaven ocupats pels seus propietaris, 69 estaven llogats i ocupats pels llogaters i 11 estaven cedits a títol gratuït; 2 tenien una cambra, 25 en tenien dues, 116 en tenien tres, 130 en tenien quatre i 180 en tenien cinc o més. 376 habitatges disposaven pel capbaix d'una plaça de pàrquing. A 184 habitatges hi havia un automòbil i a 226 n'hi havia dos o més.

### Piràmide de població
La piràmide de població per edats i sexe el 2009 era:
| Homes | Edats   | Dones |
| ----- | ------- | ----- |
| 0     | 95 o +  | 0     |
| 0     | 90 a 94 | 12    |
| 4     | 85 a 89 | 12    |
| 8     | 80 a 84 | 12    |
| 20    | 75 a 79 | 16    |
| 12    | 70 a 74 | 28    |
| 64    | 65 a 69 | 44    |
| 12    | 60 a 64 | 36    |
| 24    | 55 a 59 | 12    |
| 36    | 50 a 54 | 24    |
| 24    | 45 a 49 | 48    |
| 28    | 40 a 44 | 24    |
| 40    | 35 a 39 | 24    |
| 32    | 30 a 34 | 28    |
| 28    | 25 a 29 | 40    |
| 28    | 20 a 24 | 24    |
| 24    | 15 a 19 | 20    |
| 32    | 10 a 14 | 28    |
| 36    | 5 a 9   | 24    |
| 28    | 0 a 4   | 20    |

## Economia
El 2007 la població en edat de treballar era de 669 persones, 497 eren actives i 172 eren inactives. De les 497 persones actives 462 estaven ocupades (240 homes i 222 dones) i 35 estaven aturades (15 homes i 20 dones). De les 172 persones inactives 78 estaven jubilades, 42 estaven estudiant i 52 estaven classificades com a «altres inactius».

### Ingressos
El 2009 a Pezou hi havia 468 unitats fiscals que integraven 1.111,5 persones, la mediana anual d'ingressos fiscals per persona era de 17.815 €.

### Activitats econòmiques
Dels 48 establiments que hi havia el 2007, 1 era d'una empresa extractiva, 1 d'una empresa alimentària, 1 d'una empresa de fabricació d'altres productes industrials, 11 d'empreses de construcció, 15 d'empreses de comerç i reparació d'automòbils, 5 d'empreses de transport, 2 d'empreses d'hostatgeria i restauració, 1 d'una empresa financera, 3 d'empreses de serveis, 4 d'entitats de l'administració pública i 4 d'empreses classificades com a «altres activitats de serveis».
Dels 21 establiments de servei als particulars que hi havia el 2009, 1 era una gendarmeria, 1 oficina de correu, 1 una oficina bancària, 2 tallers de reparació d'automòbils i de material agrícola, 1 paleta, 2 guixaires pintors, 2 fusteries, 2 lampisteries, 1 electricista, 3 empreses de construcció, 3 perruqueries i 2 restaurants.
Dels 5 establiments comercials que hi havia el 2009, 1 era una botiga de més de 120 m², 1 una botiga de menys de 120 m², 1 una botiga de mobles i 2 floristeries.
L'any 2000 a Pezou hi havia 10 explotacions agrícoles.

## Equipaments sanitaris i escolars
L'únic equipament sanitari que hi havia el 2009 era una farmàcia.
El 2009 hi havia una escola elemental.

## Poblacions més properes
El següent diagrama mostra les poblacions més properes.